# 卵叶兜被兰
卵叶兜被兰（学名：Neottianthe ovata）为兰科兜被兰属下的一个种。

## 扩展阅读
- 維基物種上的相關：卵叶兜被兰